# Erythrodiplax juliana
Erythrodiplax juliana är en trollsländeart som beskrevs av Friedrich Ris 1911. Erythrodiplax juliana ingår i släktet Erythrodiplax och familjen segeltrollsländor. IUCN kategoriserar arten globalt som livskraftig. Inga underarter finns listade i Catalogue of Life.